# Pernegg an der Mur
Pernegg an der Mur ist eine Gemeinde mit 2586 Einwohnern (Stand 1. Jänner 2024) im Gerichtsbezirk Bruck an der Mur und im politischen Bezirk Bruck-Mürzzuschlag in der Steiermark.
Der Name Pernegg, früher Bereneck bezieht sich auf die gleichnamige Burg, die um 1100 von Ritter Bero erbaut wurde.

## Geografie

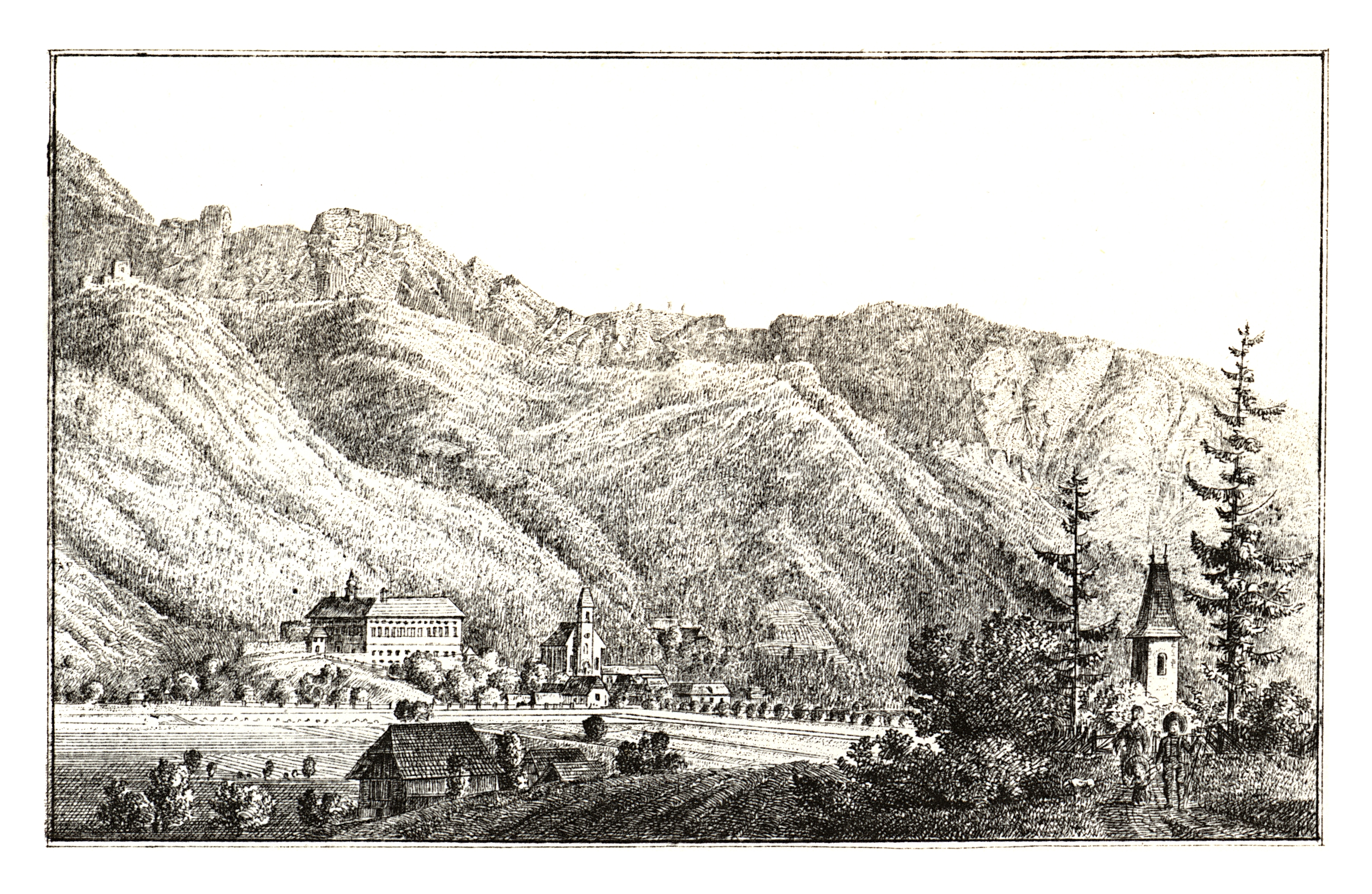
Schloss Pernegg und Frauenkirche, Lith. um 1830, J.F.Kaiser, Graz

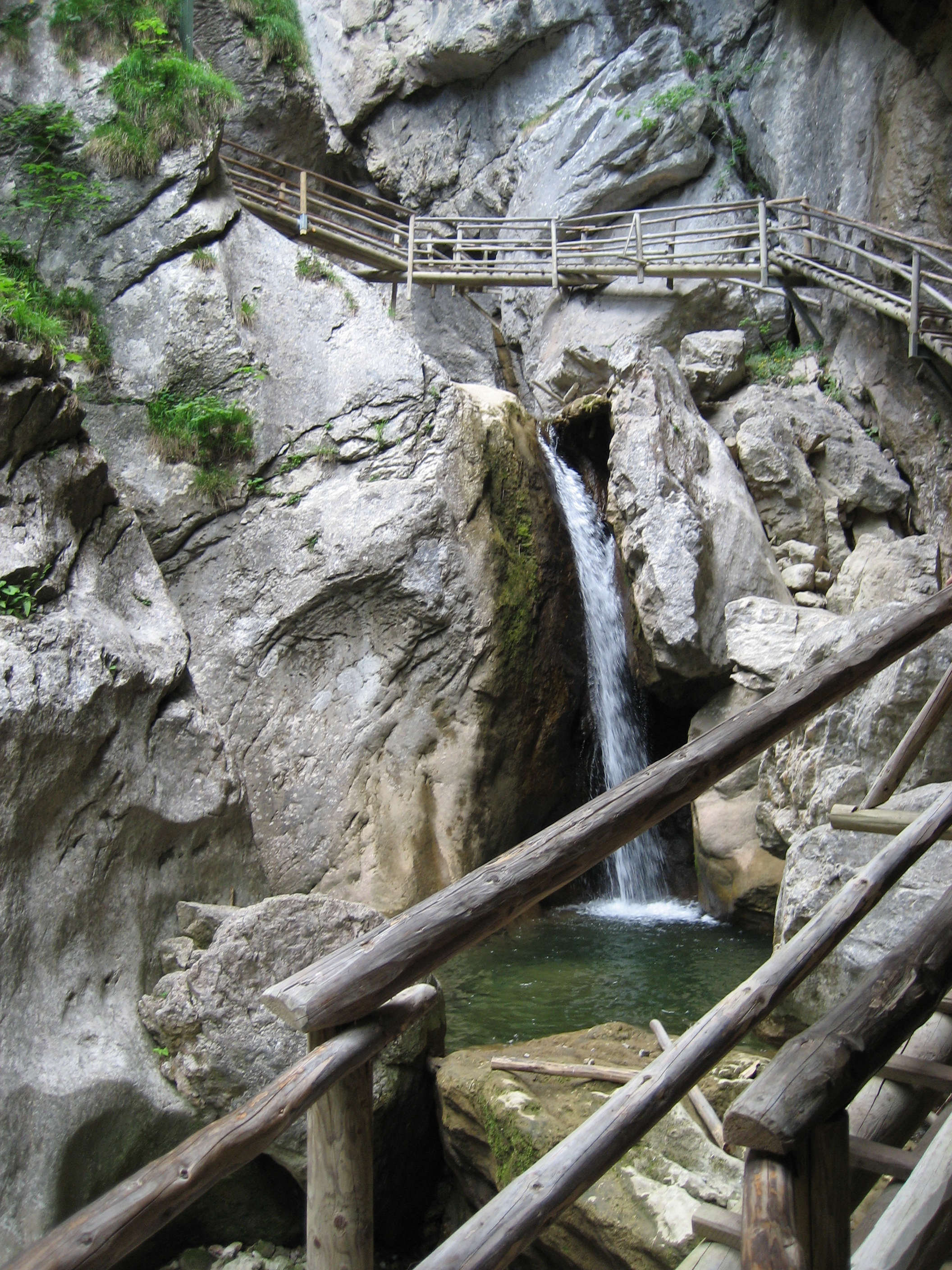
Bärenschützklamm (2007)

Pernegg liegt im Mittleren Murtal südlich der Stadt Bruck an der Mur.
Im Bereich der Katastralgemeinde Mixnitz befinden sich mit der Roten Wand (1505 m) und dem Röthelstein (1263 m) zwei beliebte Kletterberge. Der höchste Gipfel des Grazer Berglandes, der Hochlantsch (1720 m), liegt bereits außerhalb des Gemeindegebiets. Wichtigste Fließgewässer neben der Mur sind der Breitenauer Bach und der Mixnitzbach.

### Gemeindegliederung
Die Gemeinde umfasst sieben Katastralgemeinden (Fläche Stand 31. Dezember 2023):
- Gabraun (2.034,67 ha)
- Kirchdorf (238,23 ha)
- Mixnitz (1.470,3 ha)
- Pernegg (423,9 ha)
- Roßgraben (937,98 ha)
- Traföß (1.300,33 ha)
- Zlatten (2.201,34 ha)

Das Gemeindegebiet gliedert sich in acht Ortschaften (in Klammern Einwohnerzahl Stand 1. Jänner 2024):
- Gabraun (88)
- Kirchdorf (560)
- Mautstatt (224)
- Mixnitz (303)
- Pernegg (897)
- Roßgraben (35)
- Traföß (86)
- Zlatten (393)

### Nachbargemeinden
|             | Bruck an der Mur                            | Sankt Marein im Mürztal  |
| Frohnleiten | Kompassrose, die auf Nachbargemeinden zeigt | Breitenau am Hochlantsch |
|             | ?...                                        | Fladnitz an der Teichalm |

## Geschichte
Für das aus 1844 stammende Bahnhofsgebäude Mixnitz hat sich 2024 keine Nachnutzung gefunden. Es soll 2025 abgerissen werden und der Bahnhof bis Ende 2026 grundlegend erneuert.

## Kultur und Sehenswürdigkeiten

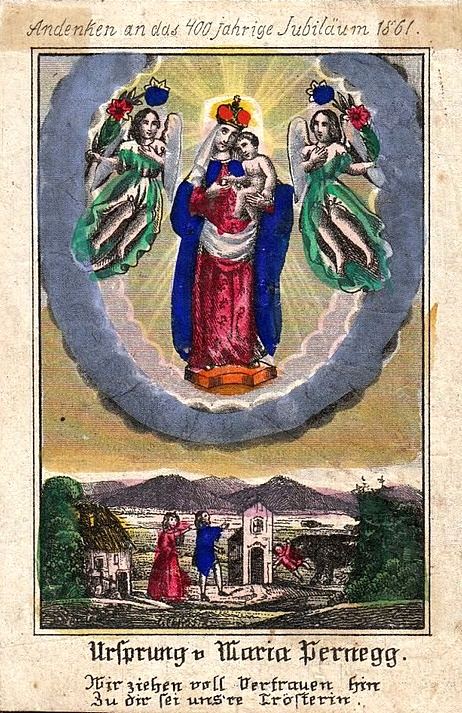
Marienkirche, Wallfahrtsandenken, 1861 (mit Gnadenbild und Darstellung der Gründungslegende)

- Burg Pernegg, erstmals 1143 urkundlich erwähnt, befindet sich über dem linken Ufer der Mur, besteht heute nur noch als Ruine. Im Zuge des Baues des Schlosses wurde die Burg als Steinbruch genutzt.[5]
- Pernegger Marienkirche, die auch Frauenkirche genannte Wallfahrtskirche wurde 1448 bis 1461 am Fuße der Burg – an Stelle eines ab 1439 errichteten Vorgängerbaus – errichtet. Von 1774 bis 1775 Neugestaltung des Innenraumes im Stile des Barocks, mit Wandmalereien von Joseph Adam Ritter von Mölk.[6][7]
- Schloss Pernegg, 1578 bis 1582 erbaut. Vierkantbau im Renaissance-Stil mit dreigeschoßigem Arkadenhof, wodurch die Schlossarchitektur Anklänge an den Hof des Grazer Landhauses erweckt. Schloss Pernegg liegt oberhalb der Frauenkirche.
- Drachenhöhle bei Mixnitz, bekannt als altsteinzeitlicher Fundort, wird mit den Menschen des Aurignacien in Verbindung gebracht. Die namensgebende Sage vom Drachentöter von Mixnitz geht wohl auf schon früher in der Höhle gefundene Knochen von Höhlenbären zurück. In den frühen 1920er Jahren kam der Höhle durch Phosphatabbau auch eine wirtschaftliche Bedeutung für die Gemeinde zu.
- Bärenschützklamm, wasserführende Felsenklamm, kann seit 1901 über eine Anlage von Holzleitern durchstiegen werden.
- Laufkraftwerk Pernegg, denkmalgeschützte technische Anlagen aus den 1920ern.
- Katholische Pfarrkirche Pernegg an der Mur hl. Maximilian: Im Ortsteil Kirchdorf gelegene und im Jahr 1130 erstmals urkundlich erwähnte Kirche; die hauptsächlich spätgotische Anlage umfasst ein romanisches Langhaus und einen mächtigen gotischen Wehrturm; der Innenraum ist spätbarock, bis auf einen neugotischen Seitenaltar aus dem Jahr 1920 sowie Innengestaltung durch Richard Kriesche aus dem Jahr 1992.[8][9]

## Wirtschaft und Infrastruktur
Mit dem Bau des Laufkraftwerks Pernegg durch die Steirische-Elektrizitätswerke-Aktiengesellschaft STEWEAG ab 1925 wurde Pernegg zu einem Standort der Energiewirtschaft. Ein 1958 fertiggestelltes ölbefeuertes Dampfkraftwerk am linken Murufer beendete in den 1990er Jahren den Regelbetrieb und wurde 2006 demontiert.
Pernegg ist überwiegend Aus-Pendlergemeinde.

### Tourismusverband
Die Gemeinde bildet gemeinsam mit Fladnitz an der Teichalm, Gasen, Passail, Breitenau am Hochlantsch und St. Kathrein am Offenegg den Tourismusverband „Naturpark Almenland Teichalm-Sommeralm“. Dessen Sitz ist in Fladnitz an der Teichalm.

### Verkehr
- Bahn: Pernegg liegt an der  österreichischen Südbahn, an die es 1844 Anschluss erhielt. Im Gemeindegebiet liegen die Bahnhöfe „Pernegg“ (2009 modernisiert) und „Mixnitz-Bärenschützklamm“, von wo aus stündlich die Schnellbahn S1 in Richtung Mürzzuschlag über Bruck an der Mur und Spielfeld-Straß über Graz verkehrt. Zur Hauptverkehrszeit gibt es einen Halbstundentakt. Die elektrifizierte, schmalspurige Breitenauerbahn führt vom Bahnhof Mixnitz nach St. Erhard. Sie wird planmäßig nur noch von Güterzügen befahren, jedoch werden auf dieser interessanten Strecke mehrmals im Jahr auch touristische Sonderpersonenzüge geführt.

- Straße: Wichtigste Straßenverbindung ist die dem Murtal folgende Brucker Schnellstraße S 35 von Bruck an der Mur nach Graz. Seit Mai 2010 ist der vierspurige Vollausbau für den Verkehr freigegeben. Da die Trasse seither durch den Tunnel Kirchdorf führt, wurde die Lärmbelastung entlang der alten Durchzugsstrecke der B 335 um fast 90 % reduziert, was die Lebensqualität der Anrainer enorm steigerte. Der Ort ist durch die Halbanschlussstelle Pernegg (nur Abfahrt aus Richtung Bruck möglich) und die Vollanschlussstelle Mixnitz gut an das hochrangige Straßennetz angebunden.[12]

- Rad- und Wanderwege: Pernegg liegt am Murradweg R2 sowie am Zentralalpenweg 02.

## Politik

### Gemeinderat
Der Gemeinderat hat 15 Mitglieder.
- Pernegg an der Mur wurde von 1945 bis 2015 von der SPÖ regiert.
- Nach den Gemeinderatswahlen in der Steiermark 2005 hatte der Gemeinderat folgende Verteilung: 11 SPÖ, 2 ÖVP und 2 ALP Alternative lebenswertes Pernegg.[13]
- Nach den Gemeinderatswahlen in der Steiermark 2010 hatte der Gemeinderat folgende Verteilung: 8 SPÖ, 4 ALP und 3 ÖVP.[14]
- Nach den Gemeinderatswahlen in der Steiermark 2015 hatte der Gemeinderat folgende Verteilung: 6 ÖVP, 5 SPÖ, 3 ALP und 1 FPÖ.[15]
- Nach den Gemeinderatswahlen in der Steiermark 2020 hatte der Gemeinderat folgende Verteilung: 11 ÖVP, 3 SPÖ und 1 ALP.[16]
- Nach den Gemeinderatswahlen in der Steiermark 2025 hat der Gemeinderat folgende Verteilung: 7 ÖVP, 7 SPÖ und 1 ALP. Die FPÖ schaffte den Einzug um eine Stimme nicht.[17]

### Bürgermeister
- 1985–2010 Andreas Graßberger (SPÖ)[18]
- 2010–2015 Irmgard Hagenauer (SPÖ)[19]
- seit 2015 Eva Schmidinger (ÖVP)[20]

### Gemeindepartnerschaften
- seit 2003  Winhöring, Landkreis Altötting, Oberbayern

## Persönlichkeiten

### Ehrenbürger
- 2008 Andreas Graßberger, Bürgermeister[18]

### Söhne und Töchter der Gemeinde
- Rudolf Stöger-Steiner von Steinstätten (1861–1921), Offizier, Minister
- Karl Ahorner (1889–1949), Politiker der NSDAP
- Franz Pühringer (1906–1977), Journalist, Lyriker, Dramatiker
- Manfred Rumpl (* 1960), Schriftsteller
- Ingrid Kaiserfeld (* 1961), Opernsängerin

### Mit Pernegg an der Mur verbundene Persönlichkeiten
- Hermann Geißler (1920–2001), Politiker der ÖVP, Abgeordneter zum Nationalrat 1957–1970
- Franz Xaver Lössl (1801–1885), Architekt
- Sepp Maier (* 1939), Heimatdichter
- Viktor Pratl (1896–1960), Politiker der SDAP, Abgeordneter zum Burgenländischen Landtag 1922–1923